# Andrew Miller
Andrew Miller, född 1969 i Toronto, Kanada, är en kanadensisk skådespelare som spelar Kazan, en utvecklingsstörd pojke i filmen Cube från 1997.
Han är en av de som vakade över rummen i den första kuben, vilket ironiskt nog är den sista Cube-filmen som gjorts - Cube Zero från 2004. Han överlevde i första filmen och överlevde också i den andra.